# Baksay Dániel (református lelkész, 1830–1917)
Baksay Dániel, Nemes Nagy (Sárospatak, 1830. július 18. – Aggtelek, 1917. március 6.) református lelkész, a Baradla-barlang gondnoka.

## Élete
1830. július 18-án született nemes Baksay József és nemes Főző Julianna gyermekeként, július 19-én keresztelték.
Iskoláit Sárospatakon végezte, s alig volt 18 éves, amikor a szabadságharc idején beállt honvédhuszárnak. Bem József erdélyi seregében küzdött, többek között részt vett a Piski-hídnál folytatott győztes ütközetben. 1867-től haláláig Aggtelek lelkipásztora. Sírja ma is megtalálható az aggteleki temetőben. Több mint ötven éven át, mint a Baradla gondnoka intézte a barlang látogatásával kapcsolatos ügyeket. A nevezetesebb vendégek háza vendégszeretetét élvezték.

## Publikációi
- Az Aggteleki barlang nevezetesebb pontjainak névjegyzéke (Rozsnyó, 1890.)
- Az Aggteleki-barlang (Sárospatak, 1899.)